# Raciąski Młyn
Raciąski Młyn – osada w Polsce, położona w województwie kujawsko-pomorskim, w powiecie tucholskim, w gminie Tuchola, na obszarze Borów Tucholskich, przy zachodniej granicy Tucholskiego Parku Krajobrazowego. Osada jest częścią składową sołectwa Raciąż.
W osadzie od XIV wieku na strudze między jeziorami Śpierewnik i Raciąskim znajdował się młyn wodny, a od początku XX wieku także tartak. W 1921 roku uruchomiono turbinę elektryczną. Młyn działał w miejscowości do lat 60. XX wieku. W latach 80. XX wieku rozebrano starszą część młyna zbudowaną z muru pruskiego, pozostawiając pochodzący z 1913 roku budynek młyna wodno-parowego z czerwonej cegły. Obecnie po dawnym młynie i tartaku pozostały tylko ruiny zabudowań oraz fragmenty śluz i zastawek.
W osadzie tej znajduje się także Gospodarstwo Agroturystyczne przyjmujące turystów na wypoczynek.
W latach 1975–1998 miejscowość położona była w województwie bydgoskim.